# Axel Bonthron
Per Axel Wilhelm Bonthron, född 6 april 1877 i Billinge församling, död 2 januari 1934 i Adolf Fredriks församling, Stockholm, var en svensk ingenjör, i ungdomen även friidrottare.
Bonthron studerade vid Chalmers tekniska institut och studerade och praktiserade därefter i några år i Tyskland, England och Frankrike. Han kom 1910 till firma Axel Rydén, där han startade dess maskinavdelning. År 1916 blev avdelningen ett eget bolag, Aktiebolaget Rydén & Bonthron, med Bonthron som vd. De sista åren av sitt liv kunde han på grund av sjukdom inte leda företaget, som därför 1931 överläts på två nybildade bolag.
I ungdomen var Bonthron en duktig friidrottare, särskilt i femkamp. Han vann SM-guld i höjdhopp åren 1898 och 1899, tävlande för klubben Norrköpings GF. Han tog även SM-guld i grenhopp 1899 på 2,30 meter och SM-silver i 110 meter häck 1899 med resultatet 19,6. Han var avlägset släkt med den amerikanska friidrottsstjärnan Bill Bonthron.
Axel Bonthron är gravsatt i Gustav Vasa kyrkas kolumbarium vid Odenplan i Stockholm.